# جوردن مكوي
جوردن مكوي (بالإنجليزية: Jordan McCoy)‏ هي مغنية أمريكية، ولدت في 17 سبتمبر 1991.

## وصلات خارجية
- جوردن مكوي على موقع IMDb (الإنجليزية)
- جوردن مكوي على موقع ميوزك برينز (الإنجليزية)
- جوردن مكوي على موقع قاعدة بيانات الفيلم (الإنجليزية)